# 津村鷹志
津村 鷹志（つむら たかし、1943年8月25日 - ）は、日本の俳優、声優。本名及び旧芸名は津村 秀祐（つむら ひですけ）。身長172cm。父親は元朝日新聞記者で映画評論家の津村秀夫。法学博士津村秀松は祖父。叔父は詩人の津村信夫。
東京都港区出身。学習院高等科、 慶應義塾大学文学部仏文学科卒業。

## 来歴・人物
大学卒業後、出版社に勤めるが間もなく退社。
1968年に劇団雲に入団。同年、松竹映画『爽春』で映画デビュー。1969年、『天と地と』でテレビドラマデビュー。1973年、『ウルトラマンタロウ』にレギュラー出演。
1975年、劇団雲の分裂に伴い演劇集団 円に参加。1979年の『草燃える』へのゲスト出演がきっかけとなり、『瀬戸内少年野球団』以降は篠田正浩監督の作品に常連出演するほか、個性派俳優として活動。
1978年には芸名をそれまでの本名から津村隆に、1987年に津村鷹志に改名。
特技は殺陣。

## 出演

### テレビドラマ
- 大河ドラマ（NHK）
  - 天と地と（1969年）
  - 草燃える（1979年） - 平知康 ※津村隆名義
  - おんな太閤記（1981年） - 足利義昭 ※津村隆名義
  - 徳川家康（1983年） - 減敬 ※津村隆名義
  - 春の波涛（1985年） - 関根黙庵
  - 春日局（1989年） - 岡本大八
  - 翔ぶが如く（1990年） - 板倉勝静
  - 炎立つ（1994年） - 藤原頼宗
  - 八代将軍吉宗（1995年） - 竹本義太夫
  - 元禄繚乱（1999年） - 綾瀬屋久兵衛
  - 風林火山（2007年） - 牧野成勝
- おひかえあそばせ 第9話「カラスとスズメ」（1971年、NTV / ユニオン映画） - 飯島
- 気になる嫁さん（1971年 - 1972年、NTV / ユニオン映画） - 雨宮
- さぼてんとマシュマロ 第15話（1971年 - 1972年、NTV)
- 特別機動捜査隊（NET）
  - 第532話「裏町の女」（1972年）
  - 第610話「恐るべき幽霊」（1973年） - 照明係・大塚
- だから大好き! 第8話「飛んで火にいる恋の虫」（1972年、NTV）
- パパと呼ばないで 第39話「新婚旅行やりなおし」（1973年、NTV / ユニオン映画）
- ウルトラシリーズ
  - ウルトラマンタロウ（1973年 - 1974年、TBS） - 北島哲也隊員
  - ウルトラマンガイア 第35話「怪獣の身代金」（1999年、MBS） - 京極博士
- 雑居時代（1973年 - 1974年、NTV / ユニオン映画） - 杉村
- 若い!先生 第13話「ただいま! 北海道」（1974年、TBS） - 池田信也
- 白い牙 第15話「昼下がりの訪問者」（1974年、NTV）
- 夜明けの刑事 第1話「女の悲鳴」- 第3話「隣りの家の秘密」（1974年、TBS）
- 非情のライセンス 第2シリーズ 第7話「兇悪の黒い天使」（1974年、NET / 東映） - 松木
- 大江戸捜査網 第69話 「悲恋 黒絵馬の女」(1975年、東京12チャンネル)
- 気まぐれ天使（NTV / ユニオン映画）
  - 第1話「忍ぶれど……」（1976年） - プリンセス下着社員
  - 第35話「夕空はれて……」（1977年） - 耀子の兄
  - 第36話「バサマの目にも……」（1977年） - 耀子の兄
- 特捜最前線（ANB / 東映）
  - 第29話「プルトニウム爆弾が消えた街」（1977年）
  - 第410話「愛子・運河の街の女!」（1985年）
- 早筆右三郎 第18話「夢の超特急・えれんじゃー」（1978年、NHK）
- 俺はあばれはっちゃく 第10話「じいさん笑え㋪作戦」（1979年、ANB/国際放映） - 朝比奈の息子
- 熱中時代（1979年、NTV）
  - 先生編 第1シリーズ 第19話「熱中先生と恋の破れガサ」 - バー「通せんぼ」の客
  - 刑事編 第24話「女装刑事vs殺人鬼」 - 能見洋志
- 噂の刑事トミーとマツ 第1シリーズ（TBS / 大映テレビ）
  - 第6話「トミーにっこり マツが死ぬ」（1979年） - 大木正夫
  - 第15話「燃えよドラゴン 鎌倉の決闘」（1980年） - 村岡
  - 第39話「トミマツの健康美なのだ」（1980年） - 前野ノブヨシ
  - 第60話「ナヌ! ドラマの犯人が 本物だァ?」（1981年） - 大西
- 爆走!ドーベルマン刑事 第8話「消えた黒バイ!」（1980年、ANB）
- 新五捕物帳（NTV / ユニオン映画）
  - 第112話「小判と幽霊」（1980年） - 文次 役
  - 第123話「愛の如来さま」（1980年） - 女形・玉之助 役
  - 第162話「間抜けな英雄」（1981年） - 女形・玉之助 役
- 水戸黄門（TBS / C.A.L）
  - 第11部 第14話「河豚にあたった若旦那 -仙台-」（1980年） - 与一郎 ※津村隆名義
  - 第16部 第24話「母恋し涙の角兵衛獅子 -新発田-」（1986年） - 松太郎 ※津村隆名義
  - 第24部
    - 第3話「恋しい人は凶状持ち -駿府-」（1995年） - 大貫庄太夫
    - 第25話「天下の名医は敵持ち -松本-」（1996年） - 蒲原了斎

  - 第25部 第24話「藩を救った反魂丹 -富山-」（1997年） - 大木田重蔵
  - 第26部 第17話「献上硯の腕比べ -長府-」（1998年） - 綾小路久麿
  - 第27部 第26話「救って下さい! 母子地蔵さま -追分-」（1999年） - 平岡陣十郎
  - 第28部 第21話「意地と涙の人形芝居 -淡路-」（2000年） - 日野屋粂造
  - 第29部 第16話「葵の御紋の名推理 -松本-」（2001年） - 北村道伯
  - 第30部 第15話「謎の美人は危険な匂い -堺-」（2002年） - 権六
  - 第31部 第20話「仕組まれた雛まつり -三次-」（2003年） - 中沢新左衛門
  - 水戸黄門 1000回記念スペシャル（2003年） - 萩原又四郎
  - 第33部 第19話「殿が見初めた物売り娘 -長岡-」（2004年） - 松代屋恒兵衛
  - 第34部 第11話「津軽馬鹿塗り頑固比べ -弘前-」（2005年） - 保坂伊予
  - 第35部 第2話「対決! 阿波踊り合戦 -徳島-」（2005年） - 大垣屋藤七
  - ナショナル劇場50周年記念特別企画スペシャル（2006年） - 望月左門
  - 第36部 第14話「父子結んだ石州和紙 -津和野-」（2006年） - 藤左衛門
  - 第37部 第12話「剣では得られぬ宝物 -十和田-」（2006年） - 大前屋清六
  - 第38部 第10話「人情長屋の心意気! -福井-」 （2008年） - 汐北屋
  - 第39部 第16話「母と名乗れぬ過去悲し -臼杵-」（2009年） - 黒川屋
  - 第40部 第2話  「好色強欲の悪党ども！-日光-」（2009年） - 山崎屋喜兵衛
  - 第43部 第9話「楓に惚れた手筒花火師 -吉田-」（2011年） - 長崎屋
- 水曜時代劇 御宿かわせみ 第16話「江戸の怪猫」（1981年、NHK）
- 江戸を斬るVI 第18話「辻斬り赤法師」（1981年） - 若旦那
- 太陽にほえろ! 第481話「闇の中の殺人者」（1981年、東宝 / NTV） - ユートピア研修センター責任者
- 俺はご先祖さま（1981年 - 1982年） - ポリスロボット
- 意地悪ばあさん 第15話「人は悪かないの巻」（1982年、CX / テレパック） - 順子の夫
- 文吾捕物帳 第15話「かわいい女」（1982年、ANB）
- ザ・サスペンス（TBS）
  - 肉体の処刑（1982年）
  - 松本清張の突風（1983年）
- 時代劇スペシャル （CX）
  - 佐武と市捕物控 「斬る」（1981年）※津村隆名義
  - 夕陽の用心棒（1983年）- 姉小路公共
- 事件記者チャボ! 第1話「チャボが大騒ぎでやってきた」（1983年） - たけし
- ふぞろいの林檎たち（1983年、TBS） - 学生課
- 連続テレビ小説（NHK）
  - おしん（1983年 - 1984年）
  - あぐり（1997年）
- 大岡越前（TBS / C.A.L）
  - 第8部 第2話「幽霊駕籠の仇討ち」（1984年） - 駕籠の客
  - 第9部 第5話「忠相を慕う女」（1985年） - 銭屋五一郎
- すみれさんが行く（1985年3月25日、NHK） - 菊ズシ
- スタア誕生（1985年、CX） - 平井精治
- ライスカレー（1986年、CX）
- 火曜サスペンス劇場（NTV）
  - 偽りの未亡人（1983年） - 菊地
  - 虚構の空路（1987年） - 佐久間
  - 那須・四季通信（2005年）
- 必殺仕事人V・風雲竜虎編 第15話「江戸大仏からくり開眼」（1987年、ABC） - 不覚
- 花くらべ（1988年、TBS）
- 新婚物語（1988年 - 1989年、NTV）
- ドラマ10（NHK）
  - 詩城の旅びと（1989年） - 吉岡（宣報社）
  - 下流の宴（2011年） - 笠井専務
- 明日に向かって走れ!（1989年 - 1990年、CX）
- 女ねずみ小僧 第6話「眠れぬ江戸の美女」（1989年、CX） - 伊吹屋・伊之助
- 鬼平犯科帳（CX）
  - 第1シリーズ 第16話「盗法秘伝」（1989年） - 鬼頭監物
  - 第2シリーズ 第7話「猫じゃらしの女」（1990年） - 彦蔵
  - 第7シリーズ 第11話「毒」（1997年） - 万右衛門
- 勝手にしやがれヘイ!ブラザー 第7話「愛のインサイドキック」（1989年、NTV）
- 白い巨塔（1990年、ANB） - 河合教授
- 世にも奇妙な物語（CX）
  - 「屋上風景」（1990年）
  - 「瞳の中へ」（1991年）
  - 「いいかげん」（1992年）
- 東京湾ブルース（1990年、ANB）
- 水曜ドラマ マダム・りん子の事件帖（1991年、NHK） - 石母田
- 次郎長三国志（1991年、TX） - 小松村の七五郎
- DRAMADOS 見知らぬ我が子（1991年、CX）
- 土曜ドラマ（NHK)
  - 新十津川物語（1992年） - 栃谷和三郎
  - 鏡の調書 天使が街にやってきた（1995年）
  - ハゲタカ（2007年） - 坂巻常務
- 不思議少女ナイルなトトメス（1992年、CX） - 松本先生
- 金曜ドラマシアター 松本清張作家活動40年記念・球形の荒野（1992年、CX）
- 八百八町夢日記 第2シリーズ 第14話「うたかたの晴れ着」（1992年、NTV） - 七之丞
- 女事件記者立花圭子（1992年、ANB） - 代議士秘書
- 腕におぼえあり3（1993年、NHK） - 越前屋藤兵衛
- 娘からの宿題（1993年、CBC）
- 銭形平次（CX）
  - 第3シリーズ 第14話「死の花嫁衣裳」（1993年）
  - 第6シリーズ 第2話「煙の罠」（1997年）
- 金曜エンタテイメント 美味しんぼ 第1作（1994年、CX） - 富井副部長 ※唐沢寿明版
- 江戸の用心棒 第16話「ひょっとこ踊りが謎を解く」（1994年、NTV） - 出島屋徳兵衛
- クリスマスキス〜イブに逢いましょう（1995年、TX）
- 江戸の用心棒II 第7話「悪事千里を走る」（1995年、NTV） - 伏見屋徳兵衛
- 検察捜査 知られざる強制捜査の裏側（1995年、CX）
- 渡る世間は鬼ばかり（TBS）
  - 第3シリーズ（1996年 - 1997年） - 中野
  - 第7シリーズ（2004年） - 荒
- 3番テーブルの客（1997年、フジテレビ）
- 鏡は眠らない（1997年、NHK）
- 新・御宿かわせみ 第14話「師走の月」（1997年、ANB / 東映） - 市右衛門
- 暴れん坊将軍シリーズ（ANB / 東映）
  - 暴れん坊将軍VIII 第19話「妖しき占いの謎 グータラ夫に説教された吉宗」（1998年） - 江川兵六
  - 暴れん坊将軍X 第4話「隠し子発覚! 陰謀に巻き込まれた女スリ」（2000年） - 三浦屋徳兵衛
- ケイゾク 第4話「泊まると必ず死ぬ部屋」（1999年、TBS） - 岩井信宏
- リップスティック（1999年、CX）
- 土曜ワイド劇場（ANB→EX）
  - 法医学教室の事件ファイルの登場人物 第11作「空気注射で殺された女探偵!」（1999年） - 相沢敬三
  - 神父・草場一平の推理 第2作「告別式の客と香典泥棒ダブル殺人 塩ノ谷」（2005年）
  - デパート仕掛け人!天王寺珠美の殺人推理 - 広瀬圭一（常務）
    - 第1作（2007年）
    - 第3作（2009年）
    - 第4作（2010年）
    - 第5作（2012年）

  - 隠蔽捜査 第2作「果断」（2008年）
- 南町奉行事件帖 怒れ!求馬II 第13話「孫の駆け落ち」（2000年） - 徳兵衛
- ブースカ! ブースカ!! 第21話「おひなさまの秘密」（2000年、TX） - 左大臣
- 京極夏彦 「怪」 第4話「福神ながし」（2000年、WOWOW） - 庄吉
- HERO 第8話「過去を知る女」（2001年、CX） - 笹本（田所総合病院　院長）
- レッツ・ゴー!永田町（2001年、NTV） - 鴨山真紀夫（主民党党首）
- 救命病棟24時（2001年） - 遠野伸之
- 金曜エンタテイメント（CX）
  - 赤い霊柩車 第14作「完全犯罪を狙った女」（2001年） - 田所信也
  - 着物デザイナー 黛涼子の推理紀行 第3作「雪女伝説殺人事件」（2002年） - 細川源蔵
- 女と愛とミステリー（TX）
  - 松本清張没後10年特別企画 家紋（2002年） - 生田吉蔵
  - 松本清張特別企画・喪失の儀礼（2003年）
- 盤嶽の一生 第3話「津軽の男」（2002年、CX）- 佐兵衛
- 夜桜お染（2004年） - 留守居・田辺
- 汚れた舌 第6話「恨みの苺…」（2005年） - 吉野正頼 役
- 水曜プレミアドラマ特別企画 獄窓記（2005年）
- 名奉行! 大岡越前 第8話「お袖という女」（2005年、EX） - 佐久間能登守
- 水曜ミステリー9（TX）
  - 湯けむりドクター華岡万里子の温泉事件簿 第1作「死体は語る」（2005年） - 樋口康雄
  - 事件記者 浦上伸介 第5作「毒殺連鎖 伊勢志摩殺人事件」（2007年） - 大庭隆三
  - 鉢植を買う女（2011年）
- 新・桃太郎侍（2006年、EX） - 神島伊織
- 愛の劇場 スイーツドリーム（2006年、TBS） - 高山信勝
- 華麗なる一族（2007年、TBS） - 帝国製鉄尼崎製鉄所幹部
- 遠山の金さん 第8話「消えた六百両の謎!? 恋人達の涙とからくり屋敷の怪!!」（2007年、EX） - 近江屋仁左衛門
- よろずや平四郎活人剣 第6話「暁の決闘」（2007年、TX）
- 新マチベン 〜オトナの出番〜 第5話「爆破メールの真実」、第6話「無言のメッセージ」（2007年、NHK） - 教頭
- 千の風になって ドラマスペシャル 家族へのラブレター（2007年、CX）
- 月曜ドラマスペシャル→月曜ゴールデン（TBS）
  - 税務調査官・窓際太郎の事件簿
    - 第1作（1998年） - 磯川晴彦（臨海開発公団静岡支社長）
    - 第17作（2008年） - 棚橋行男

  - 駅弁刑事・神保徳之助 第2作「会津若松殺人事件」（2008年） - 大垣一郎
- 金曜プレステージ / 岡部警部シリーズ 第3作「十三の墓標」（2008年、CX）
- ドラマスペシャル 課長島耕作（2008年、NTV） - 久米健二郎
- 漂流ネットカフェ（2009年、MBS） - 里村
- 隠蔽指令（2009年、WOWOW）
- 左目探偵EYE 第3話「死の結婚式…謎の凶器」（2010年、NTV） - 増田伸一郎
- 熱海の捜査官（2010年、EX） - 宇喜多幸光
- 居酒屋もへじ（2011年、TBS）

### 映画
- 爽春（1968年）
- 恋人って呼ばせて（1971年）
- 瀬戸内少年野球団（1984年）
- 刑事物語3 潮騒の詩（1984年）
- いつか誰かが殺される（1984年）
- お葬式（1984年） - 青木 役
- 野蛮人のように（1985年）
- 早春物語（1985年）
- そろばんずく（1986年）
- 時計 Adieu l'Hiver（1986年）
- 鑓の権三（1986年） -  浅香市之進
- 首都消失（1987年）
- 愛しのハーフ・ムーン（1987年） - 滝勇介
- 木村家の人びと（1988年）
- 悲しい色やねん（1988年） - 倉井けん
- …これから物語 〜少年たちのブルース〜（1988年）
- 右曲がりのダンディー（1989年）
- 少年時代（1990年） - 増田先生 役
- 浪人街（1990年）
- 就職戦線異状なし（1991年）
- 泣きぼくろ（1991年）
- 写楽 Sharaku（1995年） - 大番頭与兵衛
- 瀬戸内ムーンライト・セレナーデ（1997年）
- マルタイの女（1997年） - 取材記者
- 時雨の記（1998年）
- 梟の城（1999年） - 前田玄以
- 宣戦布告（2002年）
- スパイ・ゾルゲ（2003年） - 内務省の男
- あかね空（2007年） - 上州屋
- 転々（2007年）
- 築城せよ!（2009年） - 岩手教授
- 桜田門外ノ変（2010年）

### オリジナルビデオ
- ゴースト刑事（1992年）
- 愛人 A LOVER

### 舞台
- 炎の女（1983年）
- ピサロ（1985年）
- 椿姫（1986年）
- チャタレイ夫人の恋人（1993年）

### テレビアニメ
- おれは鉄兵（1977年） - 上杉憲一 役[3]
- 怪物くん（1980年） - 先生、コンドル魔人、サルー酋長、爺や、円井 役 他
- 名犬ジョリィ（1981年） - マルティン 役
- ゲームセンターあらし（1982年） - 医者 役
- フクちゃん（1982年） - 福山太郎 役
- 劇画 項羽と劉邦（1983年）
- チンプイ（1989年） - 春日のどか[4]（パパ[5]） 役[注 1]
- 藤子・F・不二雄アニメスペシャル SFアドベンチャー T・Pぼん（1989年） - 下着職人 役

### 劇場アニメ
- 怪物くん 怪物ランドへの招待（1981年） - 先生 役[6]
- 怪物くん デーモンの剣（1982年） - 道案内の怪物 役
- チンプイ エリさま活動大写真（1990年） - パパ 役

### 吹き替え
- 名探偵モンク（NHK BS2） - アンブローズ・モンク：ジョン・タトゥーロ 役
  - 第2シリーズ 第2話「おかしな兄弟」
  - 第3シリーズ 第2話「モンクの父帰る!?」
  - 第6シリーズ 第7話「100回目の罠」

### CM
- 興和 キャベジン顆粒（1979年）